# Portador de càrrega
Portador de càrrega denota en física una partícula lliure (mòbil i no enllaçada) portadora d'una càrrega elèctrica. Com a exemple els electrons i els ions. En la física de semiconductors, els buits produïts per manca d'electrons són tractats com a portadors de càrrega.
En solucions iòniques, els portadors de càrrega són els cations i anions dissolts. De manera similar, els cations i anions dels líquids dissociats serveixen com a portadors de càrrega en líquids i en sòlids iònics fosos.
En el plasma, així com en el arc elèctric, els electrons i cations del gas ionitzat i del material vaporitzat dels elèctrodes actuen com a portadors de càrrega. En el buit, en un arc elèctric o en un tub de buit, els electrons lliures actuen com a portadors de càrrega.